# 聚楽台
聚楽台（じゅらくだい）は、1959年から2008年まで、東京都台東区のJR上野駅前の「西郷会館」2階で営業していたレストラン。和食、洋食、中華、寿司など「何でもあるファミリーレストランの先駆け的存在」で、株式会社聚楽が経営にあたっていた。

## 概要

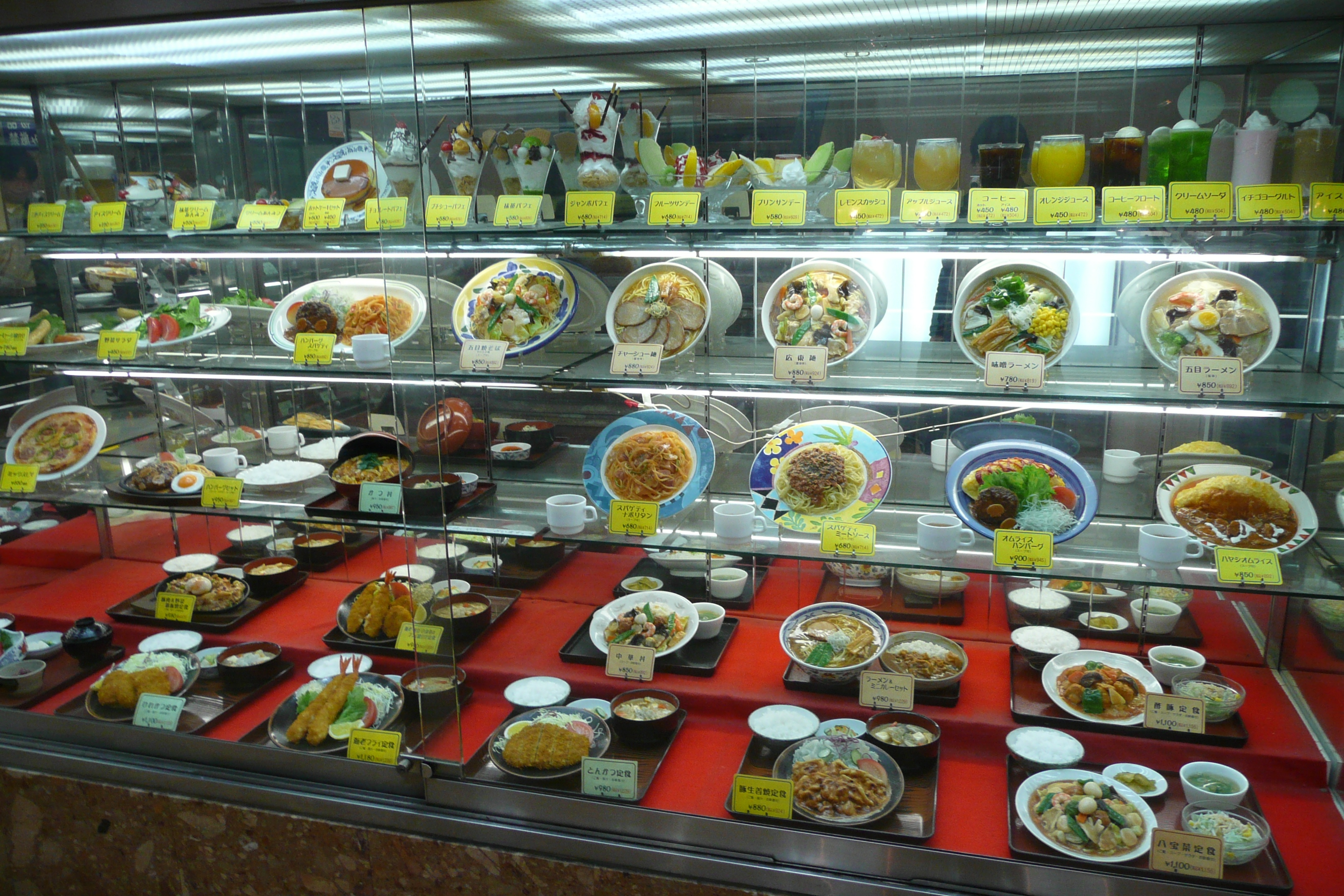
店内に飾られた食品サンプル

聚楽の創業者である加藤清二郎は、1924年に神田須田町で「須田町食堂」を開業したほか、飲食店の多数の経営をしていたが、当時の役員多数の反対を押し切って1959年に聚楽台を開店した。店内にはタイル画などの装飾や、滝を模した水流の演出もあり、客席の一部は座敷席となっていた。店内には1000リットルと500リットルの生ビールのタンクが備えられており、「工場直送生ビール」の広告が出されていた。

聚楽台は、西郷会館の老朽化による取り壊しに伴い、2008年4月21日で閉店した。西郷会館の跡地に建設され、2012年9月にオープンしたUENO3153についても出店交渉が行なわれたが、条件面の折り合いがつかず、結局、出店は実現しなかった。

## 西郷丼

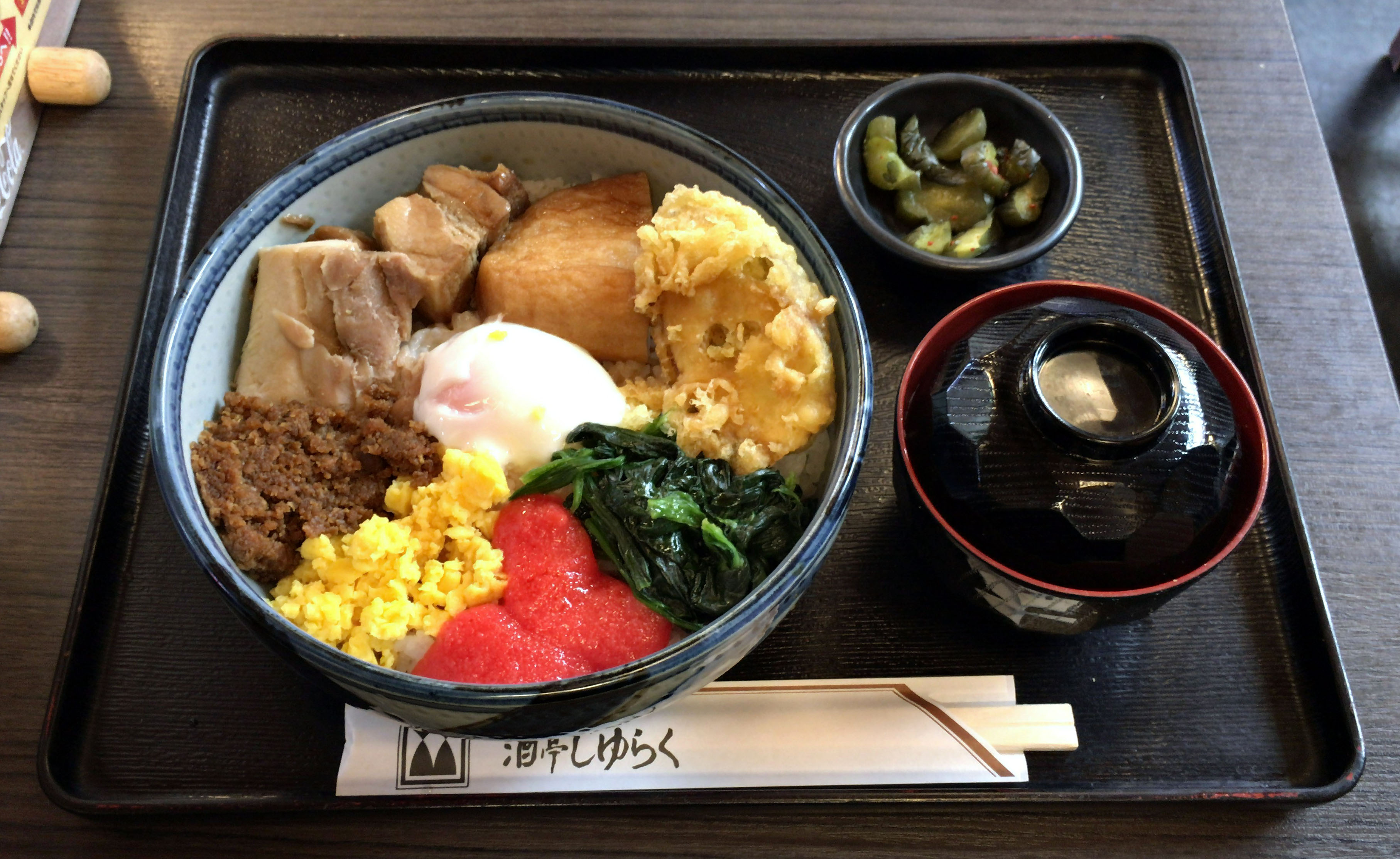
西郷丼

店の背後に位置する上野恩賜公園の西郷隆盛像にちなんで名付けられた西郷丼は、聚楽台の代表的なメニューのひとつで、丼の上には、サツマイモの天ぷら、豚の角煮、薩摩揚げ、鳥そぼろ、ホウレンソウ、温泉玉子が盛られていた。
閉店の最終日、西郷丼は100食以上注文され、白米が足りなくなるほどであったという。

聚楽台閉店後はアメ横内にある同系列の酒亭じゅらくにおいて販売されている。